# Sambizanga (película)
Sambizanga es una película dramática producida entre Angola, República del Congo y Francia, dirigida en 1972 por Sarah Maldoror. Ambientada en 1961 en el inicio de la Guerra de Independencia de Angola, sigue las luchas de los militantes angoleños involucrados con el Movimiento Popular para la Liberación de Angola (MPLA), un movimiento político anticolonial del que fue líder el esposo de Maldoror, Mário Coelho Pinto de Andrade. La película está basada en la novela A vida verdadeira de Domingos Xavier del escritor angoleño José Luandino Vieira.

## Sinopsis
Sambizanga es el nombre del barrio obrero de Luanda donde se encontraba una prisión portuguesa a la que muchos militantes angoleños fueron llevados para ser torturados y asesinados. El 4 de febrero de 1961, esta prisión fue atacada por fuerzas del MPLA.
La película comienza con la detención del revolucionario angoleño Domingos Xavier por parte de funcionarios coloniales portugueses. Xavier es llevado a la prisión de Sambizanga, donde corre el riesgo de ser torturado hasta la muerte por no dar a los portugueses los nombres de sus compañeros disidentes. María, esposa de Xavier, busca de cárcel en cárcel tratando de descubrir qué ha pasado con Domingos.

## Reparto
La mayoría de los actores involucrados en el rodaje no fueron profesionales y de alguna manera estaban involucrados con los movimientos anticoloniales africanos, como el MPLA y el Partido Africano para la Independencia de Guinea y Cabo Verde (PAIGC). El personaje de Domingos Xavier fue interpretado por un exiliado angoleño que vivía en el Congo, Domingos Oliveira, y el personaje de María fue interpretado por la economista Elisa Andrade de Cabo Verde.